# Szczeczenki
Szczeczenki (ros. Щеченки) – wieś (ros. деревня, trb. dieriewnia) w zachodniej Rosji, w osiedlu wiejskim Prigorskoje rejonu smoleńskiego w obwodzie smoleńskim.

## Geografia
Miejscowość położona jest przy drodze regionalnej 66K-22 (Szczeczenki – Monastyrszczina), 1 km od drogi federalnej R120 (Orzeł – Briańsk – Smoleńsk – Witebsk), 16 km od drogi magistralnej M1 «Białoruś», 10,5 km od centrum administracyjnego osiedla wiejskiego (Prigorskoje), 8 km od Smoleńska, 8 km od najbliższego przystanku kolejowego (Dacznaja I).
W granicach miejscowości znajdują się ulice: Aleksandrowskaja, Bieriozowaja, Cwietocznaja, Cwietocznyj pierieułok, Eniergietikow, Jużnaja, Mira, Nowosiołow, Oziornaja, Polewaja, Pridorożnaja, Radużnaja, Rajewskaja, Rusiłowskaja, Smolenskaja, Sołniecznaja, Stroitielej, Wiesienniaja, Zielonaja.

## Demografia
W 2010 r. miejscowość zamieszkiwało 17 osób.